# Le Sexe opposé
Pour la série télévisée homonyme, voir Opposite Sex.
Pour plus de détails, voir Fiche technique et Distribution.
Le Sexe opposé (The Opposite Sex) est un film musical américain de David Miller tourné en  1956. 

## Synopsis
L'histoire est centrée sur Kay Hilliard (June Allyson), une ancienne chanteuse de boîte de nuit, qui découvre que son mari Steven (Leslie Nielsen) a une liaison avec la danseuse Crystal Allen (Joan Collins).
Key est la dernière à apprendre cette liaison parmi ses amies. Elle va alors voyager jusqu'à Reno pour divorcer de Steven qui va épouser Crystal. Mais Kay découvre que celle-ci n'est pas honnête avec Steven et va alors se battre pour tenter de récupérer son ex-mari.

## Fiche technique
- Titre français : Le Sexe opposé[1]
- Titre original : The Opposite Sex
- Réalisation : David Miller
- Scénario : Fay Kanin et Michael Kanin d'après une pièce de Clare Boothe Luce
- Production: Joe Pasternak
- Société de production : MGM
- Musique : George Stoll et Robert Van Eps (non crédités)
- Chorégraphie : Robert Sidney
- Directeurs de la photographie : Robert J. Bronner
- Montage : John McSweeney Jr.
- Direction artistique : Daniel B. Cathcart et Cedric Gibbons
- Décorateur de plateau : Henry Grace et Edwin B. Willis
- Costumes : Helen Rose
- Pays de production : États-Unis
- Genre : film musical
- Format : Couleurs (Metrocolor) - Son : Perspecta Stereo/4-Track Stereo (Westrex Recording System)
- Durée : 117 minutes
- Dates de sortie :
  - États-Unis : 26 octobre 1956 (première) ; 15 novembre 1956 (New York)
  - France : 8 mars 1967[1]

## Distribution
- June Allyson : Kay Hilliard
- Joan Collins : Crystal Allen
- Dolores Gray : Sylvia Fowler
- Ann Sheridan : Amanda Penrose
- Ann Miller : Gloria Dell
- Leslie Nielsen : Steven Hilliard
- Jeff Richards : Buck Winston
- Agnes Moorehead : Comtesse Lavaliere
- Charlotte Greenwood : Lucy
- Joan Blondell : Edith Potter
- Sam Levene : Mike Pearl
- Bill Goodwin : Howard Fowler
- Alice Pearce : Olga
- Barbara Jo Allen : Dolly
- Sandy Descher : Debbie Hilliard
- Carolyn Jones : Pat
- Dick Shawn : Un patient du psychiatre
- Alan Marshal : Ted
- Harry James : Lui-même
- Jim Backus : Psychiatre
- Barrie Chase (en) : Le danseur spécialisé

Acteurs non crédités
- Dudley Dickerson : un porteur
- Celia Lovsky : Lutsi
- Maidie Norman : Violet